# Fußball-Club Bayern München 1968-1969
Questa voce raccoglie le informazioni riguardanti il Fußball-Club Bayern München nelle competizioni ufficiali della stagione 1968-1969.

## Stagione
In questa stagione il Bayern si aggiudica la sua prima Bundesliga, nonché suo secondo titolo di campione di Germania, guidando la classifica sin dalle prime giornate, inoltre Gerd Müller diventa capocannoniere del torneo con trenta gol segnati. A questo risultato si aggiunge anche la vittoria della Coppa di Germania, ottenuta sconfiggendo in finale lo Schalke 04 per 2-1.

## Rosa
| N. |                     | Ruolo | Calciatore               |
| -- | ------------------- | ----- | ------------------------ |
|    | Germania (bandiera) | P     | Fritz Kosar              |
|    | Germania (bandiera) | P     | Sepp Maier               |
|    | Germania (bandiera) | D     | Franz Beckenbauer        |
|    | Germania (bandiera) | D     | Peter Kupferschmidt      |
|    | Germania (bandiera) | D     | Werner Olk               |
|    | Austria (bandiera)  | D     | Peter Pumm               |
|    | Germania (bandiera) | D     | Hans-Georg Schwarzenbeck |
|    | Germania (bandiera) | D     | Benno Zellermayer        |
|    | Germania (bandiera) | C     | Rainer Ohlhauser         |

| N. |                     | Ruolo | Calciatore         |
| -- | ------------------- | ----- | ------------------ |
|    | Germania (bandiera) | C     | Franz Roth         |
|    | Germania (bandiera) | C     | Helmut Schmidt     |
|    | Austria (bandiera)  | C     | August Starek      |
|    | Germania (bandiera) | C     | Peter Stegmann     |
|    | Germania (bandiera) | C     | Albrecht Wachsmann |
|    | Germania (bandiera) | A     | Dieter Brenninger  |
|    | Germania (bandiera) | A     | Gustav Jung        |
|    | Germania (bandiera) | A     | Reinhard Lippert   |
|    | Germania (bandiera) | A     | Gerd Müller        |

## Maglie e sponsor
|  | Casa |  | Trasferta |  |

## Organigramma societario
Area direttiva
- Presidente:  Wilhelm Neudecker

Area tecnica
- Allenatore: Branko Zebec
- Allenatore in seconda:
- Preparatore dei portieri:
- Preparatori atletici:

## Calciomercato

### Sessione estiva
| Acquisti | Acquisti      | Acquisti         | Acquisti |
| R.       | Nome          | da               | Modalità |
| -------- | ------------- | ---------------- | -------- |
| D        | Peter Pumm    | Wacker Innsbruck |          |
| C        | August Starek | Norimberga       |          |

| Cessioni | Cessioni        | Cessioni          | Cessioni |
| R.       | Nome            | a                 | Modalità |
| -------- | --------------- | ----------------- | -------- |
| C        | Dieter Koulmann | Kickers Offenbach |          |
| A        | Rudolf Nafziger | San Gallo         |          |
| D        | Hans Nowak      | Kickers Offenbach |          |
| D        | Hans Rigotti    | Norimberga        |          |
| A        | Horst Schauß    | Saarbrücken       |          |
| C        | Peter Werner    | Kickers Offenbach |          |

## Risultati

### Bundesliga

#### Girone di andata
| Arbitro: | Hennig |

|                                  |           |  |
| Ohlhauser 7’ Rehhagel 18’ (aut.) | Marcatori |  |

| Arbitro: | Ott |

|  |           |                                |
|  | Marcatori | 9’ Roth 23’, 90’ (rig.) Müller |

| Arbitro: | Siepe |

|                                             |           |            |
| Müller 28’, 57’ (rig.), 84’, 88’ Starek 62’ | Marcatori | 78’ Seeler |

| Arbitro: | Basedow |

|            |           |                          |
| Senger 29’ | Marcatori | 35’ Müller 52’ Ohlhauser |

| Arbitro: | Deuschel |

|                                    |           |  |
| Starek 8’ Müller 13’ Ohlhauser 30’ | Marcatori |  |

| Arbitro: | Eschweiler |

|                      |           |            |
| Grabowski 17’ (rig.) | Marcatori | 29’ Müller |

| Arbitro: | Fritz |

|                                  |           |                             |
| Müller 10’ (rig.) Brenninger 81’ | Marcatori | 27’ Budde 73’ (rig.) Pavlić |

| Arbitro: | Hillebrand |

|                |           |                            |
| Deppe 34’, 89’ | Marcatori | 41’ Starek 51’, 85’ Müller |

| Arbitro: | Schulenburg |

|                 |           |  |
| Müller 46’, 89’ | Marcatori |  |

| Arbitro: | Herden |

|                         |           |                                   |
| Kapellmann 23’ Sell 58’ | Marcatori | 4’, 33’, 54’ Ohlhauser 88’ Müller |

| Arbitro: | Köhler |

|               |           |  |
| Steinmann 81’ | Marcatori |  |

| Arbitro: | Redelfs |

|                                        |           |              |
| Müller 23’, 39’ Brenninger 67’ Olk 74’ | Marcatori | 80’ Emmerich |

| Arbitro: | Schulz |

|          |           |               |
| Löhr 40’ | Marcatori | 47’ Ohlhauser |

| Arbitro: | Siepe |

|                             |           |  |
| Müller 45’, 60’, 82’ (rig.) | Marcatori |  |

| Offenbach am Main 16 novembre 1968, ore 15:30 CET 15ª giornata | Kickers Offenbach | 0 – 0 referto | Bayern Monaco | Stadion am Bieberer Berg (30 000 spett.)\| Arbitro: \| Picker \| |
| Arbitro:                                                       | Picker            |               |               |                                                                  |

| Monaco di Baviera 30 novembre 1968, ore 18:30 CET 16ª giornata | Bayern Monaco | 0 – 0 referto | Borussia M'gladbach | Stadion an der Grünwalder Straße (35 000 spett.)\| Arbitro: \| Herden \| |
| Arbitro:                                                       | Herden        |               |                     |                                                                          |

| Arbitro: | Hilker |

|                  |           |  |
| Siemensmeyer 50’ | Marcatori |  |

#### Girone di ritorno
| Arbitro: | Horstmann |

|                                         |           |               |
| Hasebrink 19’, 82’ (rig.) Kentschke 38’ | Marcatori | 59’ Ohlhauser |

| Arbitro: | Weyland |

|  |           |                       |
|  | Marcatori | 63’ Reich 77’ Fischer |

| Arbitro: | Hennig |

|                      |           |                     |
| Dörfel 4’ Seeler 75’ | Marcatori | 26’, 69’ Brenninger |

| Monaco di Baviera 1º febbraio 1969, ore 15:30 CET 21ª giornata | Bayern Monaco | 0 – 0 referto | Schalke 04 | Stadion an der Grünwalder Straße (17 000 spett.)\| Arbitro: \| Schröck \| |
| Arbitro:                                                       | Schröck       |               |            |                                                                           |

| Arbitro: | Biwersi |

|           |           |                 |
| Brungs 5’ | Marcatori | 41’, 79’ Müller |

| Arbitro: | Redelfs |

|                         |           |  |
| Brenninger 30’ Roth 42’ | Marcatori |  |

| Duisburg 1º marzo 1969, ore 15:30 CET 24ª giornata | Duisburg | 0 – 0 referto | Bayern Monaco | Wedaustadion (31 000 spett.)\| Arbitro: \| Fritz \| |
| Arbitro:                                           | Fritz    |               |               |                                                     |

| Arbitro: | Eschweiler |

|                              |           |            |
| Brenninger 24’ Ohlhauser 72’ | Marcatori | 30’ Dörfel |

| Arbitro: | Fork |

|                               |           |  |
| Menne 8’ Larsson 43’ Haug 78’ | Marcatori |  |

| Arbitro: | Ohmsen |

|                |           |                 |
| Brenninger 64’ | Marcatori | 20’ Klostermann |

| Arbitro: | Hennig |

|                                                                     |           |  |
| Starek 4’ Schmidt 33’ Ohlhauser 48’ Müller 54’, 66’ Beckenbauer 85’ | Marcatori |  |

| Arbitro: | Fritz |

|  |           |             |
|  | Marcatori | 89’ Schmidt |

| Arbitro: | Herden |

|            |           |  |
| Müller 64’ | Marcatori |  |

| Arbitro: | Seiler |

|                  |           |  |
| Volkert 22’, 28’ | Marcatori |  |

| Arbitro: | Hillebrand |

|                                                    |           |               |
| Müller 3’, 24’, 38’ Beckenbauer 19’ Brenninger 86’ | Marcatori | 45’ Resenberg |

| Arbitro: | Ohmsen |

|            |           |                |
| Laumen 10’ | Marcatori | 30’ Brenninger |

| Arbitro: | Kindervater |

|                        |           |            |
| Müller 45’, 65’ (rig.) | Marcatori | 25’ Ritter |

### Coppa di Germania
| Monaco di Baviera 5 febbraio 1969, ore CET Primo turno | Bayern Monaco | 0 – 0 (d.t.s.) referto | Kickers Offenbach | Stadion an der Grünwalder Straße (12 000 spett.)\| Arbitro: \| Kindervater \| |
| Arbitro:                                               | Kindervater   |                        |                   |                                                                               |

| Arbitro: | Linn |

|  |           |            |
|  | Marcatori | 51’ Müller |

| Arbitro: | Fuchs |

|               |           |  |
| Ohlhauser 84’ | Marcatori |  |

| Arbitro: | Eschweiler |

|  |           |                 |
|  | Marcatori | 12’, 81’ Müller |

| Arbitro: | Malka |

|                 |           |  |
| Müller 63’, 79’ | Marcatori |  |

| Arbitro: | Fritz |

|                 |           |                 |
| Müller 12’, 35’ | Marcatori | 20’ Pohlschmidt |

## Statistiche

### Statistiche di squadra
| Competizione      | Punti | In casa | In casa | In casa | In casa | In casa | In casa | In trasferta | In trasferta | In trasferta | In trasferta | In trasferta | In trasferta | Totale | Totale | Totale | Totale | Totale | Totale | DR  |
| Competizione      | Punti | G       | V       | N       | P       | Gf      | Gs      | G            | V            | N            | P            | Gf           | Gs           | G      | V      | N      | P      | Gf     | Gs     | DR  |
| ----------------- | ----- | ------- | ------- | ------- | ------- | ------- | ------- | ------------ | ------------ | ------------ | ------------ | ------------ | ------------ | ------ | ------ | ------ | ------ | ------ | ------ | --- |
| Bundesliga        | 46    | 17      | 12      | 4       | 1       | 40      | 10      | 17           | 6            | 6            | 5            | 21           | 21           | 34     | 18     | 10     | 6      | 61     | 31     | +30 |
| Coppa di Germania | -     | 4       | 3       | 1       | 0       | 5       | 1       | 2            | 2            | 0            | 0            | 3            | 0            | 6      | 5      | 1      | 0      | 8      | 1      | +7  |
| Totale            | 46    | 21      | 15      | 5       | 1       | 45      | 11      | 19           | 8            | 6            | 5            | 24           | 21           | 40     | 23     | 11     | 6      | 69     | 32     | +37 |

### Andamento in campionato
| Giornata  | 1 | 2 | 3 | 4 | 5 | 6 | 7 | 8 | 9 | 10 | 11 | 12 | 13 | 14 | 15 | 16 | 17 | 18 | 19 | 20 | 21 | 22 | 23 | 24 | 25 | 26 | 27 | 28 | 29 | 30 | 31 | 32 | 33 | 34 |
| --------- | - | - | - | - | - | - | - | - | - | -- | -- | -- | -- | -- | -- | -- | -- | -- | -- | -- | -- | -- | -- | -- | -- | -- | -- | -- | -- | -- | -- | -- | -- | -- |
| Luogo     | C | T | C | T | C | T | C | T | C | T  | T  | C  | T  | C  | T  | C  | T  | T  | C  | T  | C  | T  | C  | T  | C  | T  | C  | C  | T  | C  | T  | C  | T  | C  |
| Risultato | V | V | V | V | V | N | N | V | V | V  | P  | V  | N  | V  | N  | N  | P  | P  | P  | N  | N  | V  | V  | N  | V  | P  | N  | V  | V  | V  | P  | V  | N  | V  |
| Posizione | 3 | 2 | 1 | 1 | 1 | 1 | 1 | 1 | 1 | 1  | 1  | 1  | 1  | 1  | 1  | 1  | 1  | 1  | 1  | 1  | 1  | 1  | 1  | 1  | 1  | 1  | 1  | 1  | 1  | 1  | 1  | 1  | 1  | 1  |

Legenda:

Luogo: C = Casa; T = Trasferta. Risultato: V = Vittoria; N = Pareggio; P = Sconfitta.

### Statistiche dei giocatori
| Giocatore        | Bundesliga | Bundesliga | Bundesliga  | Bundesliga | Coppa di Germania | Coppa di Germania | Coppa di Germania | Coppa di Germania | Totale   | Totale | Totale      | Totale     |
| Giocatore        | Presenze   | Reti       | Ammonizioni | Espulsioni | Presenze          | Reti              | Ammonizioni       | Espulsioni        | Presenze | Reti   | Ammonizioni | Espulsioni |
| ---------------- | ---------- | ---------- | ----------- | ---------- | ----------------- | ----------------- | ----------------- | ----------------- | -------- | ------ | ----------- | ---------- |
| F. Beckenbauer   | 33         | 2          | 0           | 0          | 6                 | 0                 | 0                 | 0                 | 39       | 2      | 0           | 0          |
| D. Brenninger    | 34         | 9          | 0           | 0          | 6                 | 0                 | 0                 | 0                 | 40       | 9      | 0           | 0          |
| G. Jung          | 4          | 0          | 0           | 0          | 1                 | 0                 | 0                 | 0                 | 5        | 0      | 0           | 0          |
| F. Kosar         | 0          | 0          | 0           | 0          | 0                 | 0                 | 0                 | 0                 | 0        | 0      | 0           | 0          |
| P. Kupferschmidt | 22         | 0          | 0           | 0          | 0                 | 0                 | 0                 | 0                 | 22       | 0      | 0           | 0          |
| R. Lippert       | 0          | 0          | 0           | 0          | 1                 | 0                 | 0                 | 0                 | 1        | 0      | 0           | 0          |
| S. Maier         | 34         | 0          | 0           | 0          | 6                 | 0                 | 0                 | 0                 | 40       | 0      | 0           | 0          |
| G. Müller        | 30         | 30         | 0           | 1          | 5                 | 7                 | 0                 | 0                 | 35       | 37     | 0           | 1          |
| R. Ohlhauser     | 34         | 10         | 0           | 0          | 6                 | 1                 | 0                 | 0                 | 40       | 11     | 0           | 0          |
| W. Olk           | 34         | 1          | 0           | 0          | 6                 | 0                 | 0                 | 0                 | 40       | 1      | 0           | 0          |
| P. Pumm          | 34         | 0          | 0           | 0          | 6                 | 0                 | 0                 | 0                 | 40       | 0      | 0           | 0          |
| F. Roth          | 34         | 2          | 0           | 0          | 6                 | 0                 | 0                 | 0                 | 40       | 2      | 0           | 0          |
| H. Schmidt       | 21         | 2          | 0           | 0          | 6                 | 0                 | 0                 | 0                 | 27       | 2      | 0           | 0          |
| G. Schwarzenbeck | 34         | 0          | 0           | 0          | 6                 | 0                 | 0                 | 0                 | 40       | 0      | 0           | 0          |
| A. Starek        | 34         | 4          | 0           | 0          | 6                 | 0                 | 0                 | 0                 | 40       | 4      | 0           | 0          |
| P. Stegmann      | 0          | 0          | 0           | 0          | 0                 | 0                 | 0                 | 0                 | 0        | 0      | 0           | 0          |
| A. Wachsmann     | 0          | 0          | 0           | 0          | 0                 | 0                 | 0                 | 0                 | 0        | 0      | 0           | 0          |
| B. Zellermayer   | 0          | 0          | 0           | 0          | 0                 | 0                 | 0                 | 0                 | 0        | 0      | 0           | 0          |